# Jacksonia stackhousii
Jacksonia stackhousii är en ärtväxtart som beskrevs av Ferdinand von Mueller. Jacksonia stackhousii ingår i släktet Jacksonia och familjen ärtväxter. Inga underarter finns listade i Catalogue of Life.